# Back to the Mansion
Back to the Mansion es el decimoquinto álbum de estudio de la banda de rock canadiense April Wine y fue publicado en el 2001.

## Lista de canciones
Todas las canciones fueron escritas por Myles Goodwyn, excepto donde se especifique lo contrario.
1. "Won't Go There" – 3:29
2. "Talk to Me" – 3:44
3. "Paradise" – 4:53
4. "Holiday" (Brian Greenway) – 4:10
5. "I'll Give You That" – 4:28
6. "Wish I Could Sing" – 4:00
7. "Looking for a Place (We've Never Been)" (Myles Goodwyn y Barry Stock) – 3:33
8. "Falling Down" (Myles Goodwyn y Barry Stock) – 3:29
9. "In Your World" (Brian Greenway) – 4:20
10. "Won't Walk That Road No More" – 3:49
11. "I Am a Rock" (Paul Simon) – 3:58

## Formación
- Myles Goodwyn - voz, guitarra, teclados, y coros
- Brian Greenway - guitarra y coros
- Jim Clench - bajo y coros
- Jerry Mercer - batería y coros

## Créditos
- Barry Stock - guitarra[2]
- Renée Marc-Aurèle - masterización
- Jeff Nystrom - ingeniero de sonido
- Kenneth Schultz - ingeniero de sonido